# Лораге

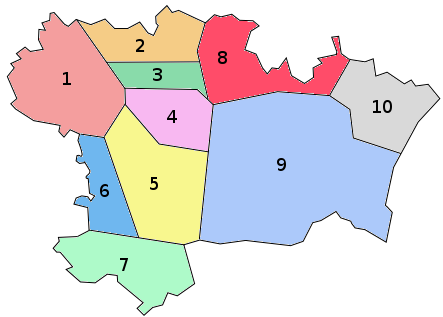
Карта департамента Од: Лораге отмечен цифрой 1.

Лораге (оквитанский: Lauragués) — регион в юго-западной Франции, находится южнее Тулузы. Включает департаменты Верхняя Гаронна, Од, Арьеж и Тарн.

## География
Лораге — бывшее графство на юго-западе Франции, получившее свое название от города Лорак. Он занимает большую территорию по обеим сторонам Южного канала, между городами Тулуза на северо-западе и Каркасон на юго-востоке, а также между Кастром на северо-востоке и Памье на юго-западе.

## История
Известный в источниках с  XI века, Лораге был поочередно архидиаконством, епархией, графством, затем сенешальством (бейливиком).
Первоначально - владение графов Тулузы. С 1271 года в составе королевского домена. Король Людовик XI возвёл Лораге в статус графства и пожаловал его роду Ла Тур д'Овернь. Графиня Лораге Екатерина Медичи в 1533 году вышла замуж за принца Генриха де Валуа, второго сына короля Франциска I и королевы Клод. Когда тот в 1547 году стал королём (Генрих II), Лораге снова вошло в состав домена.
Французская революция разделила провинцию на 4 департамента: Верхняя Гаронна, Од, Арьеж и Тарн.
Лораге — сельский район, известный своим обильным сельскохозяйственным производством. Об этом в прошлом свидетельствовали его прозвища «Pays de Cocagne» («Молочные реки, кисельные берега»), связанные с выращиванием вайды, и «grenier à blé du Languedoc» («Земли Лангедока»), что указывает на специализацию его экономия на экспорте пшеницы с 17 века (благодаря Южному каналу). Он также известен своими сушеными бобами фасоли, lingots de Lauragais, которые используются в кассуле.
Этот регион также известен своей историей, особенно той ролью, которую он сыграл во время религиозных конфликтов (Альбигойский крестовый поход, французские религиозные войны), и своим интересным местным наследием: Южный канал и его источники, аббатства и церкви, замки, дискообразные стелы, голубятни, ветряные мельницы, бастиды и т.д.
Местный поэт Огюст Фурес и художник Поль Сибра увековечили Лораге в своих работах.